# Klinik Landstraße

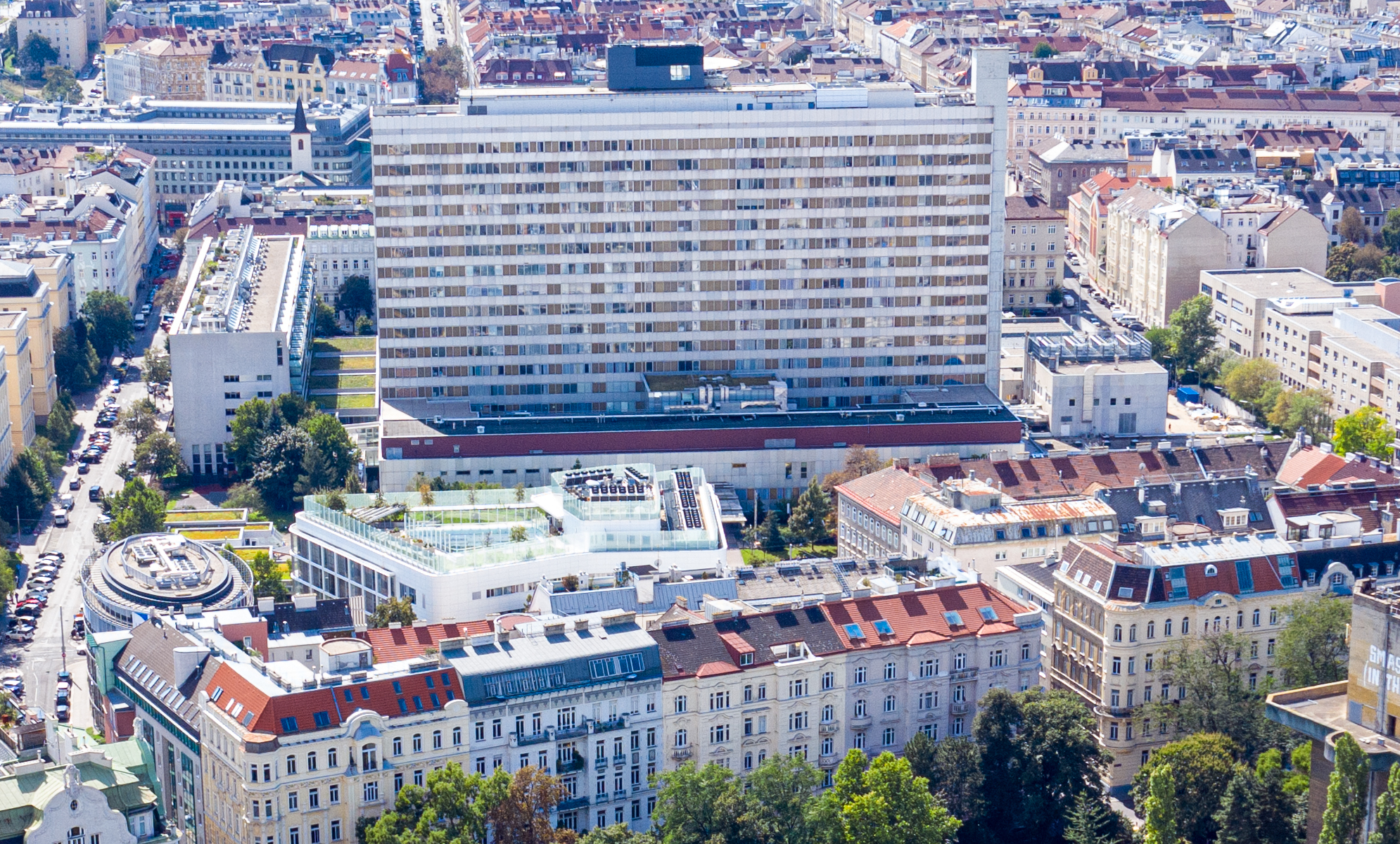
Krankenhaus Rudolfstiftung

Die Klinik Landstraße (offiziell bis 2020 Krankenanstalt Rudolfstiftung, umgangssprachlich auch Rudolfsspital, Rudolfstiftung oder Rudi genannt) ist ein städtisches Krankenhaus im 3. Wiener Gemeindebezirk Landstraße, Juchgasse 25. Es wird vom Wiener Gesundheitsverbund geführt.

## Geschichte

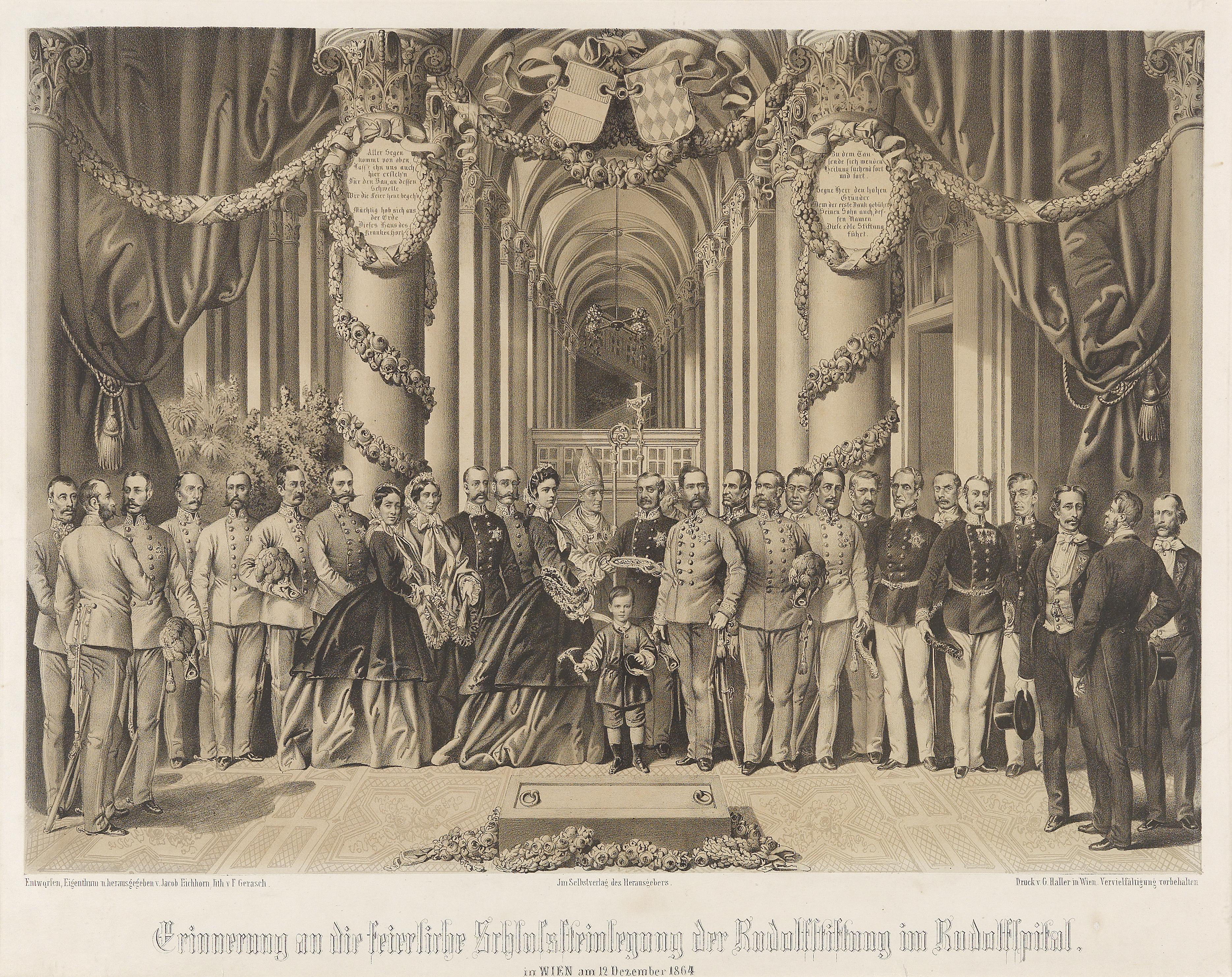
Erinnerung an die feierliche Schlusssteinlegung der Rudolfstiftung im Rudolfspital (Lithografie von Franz Gerasch, 1864)

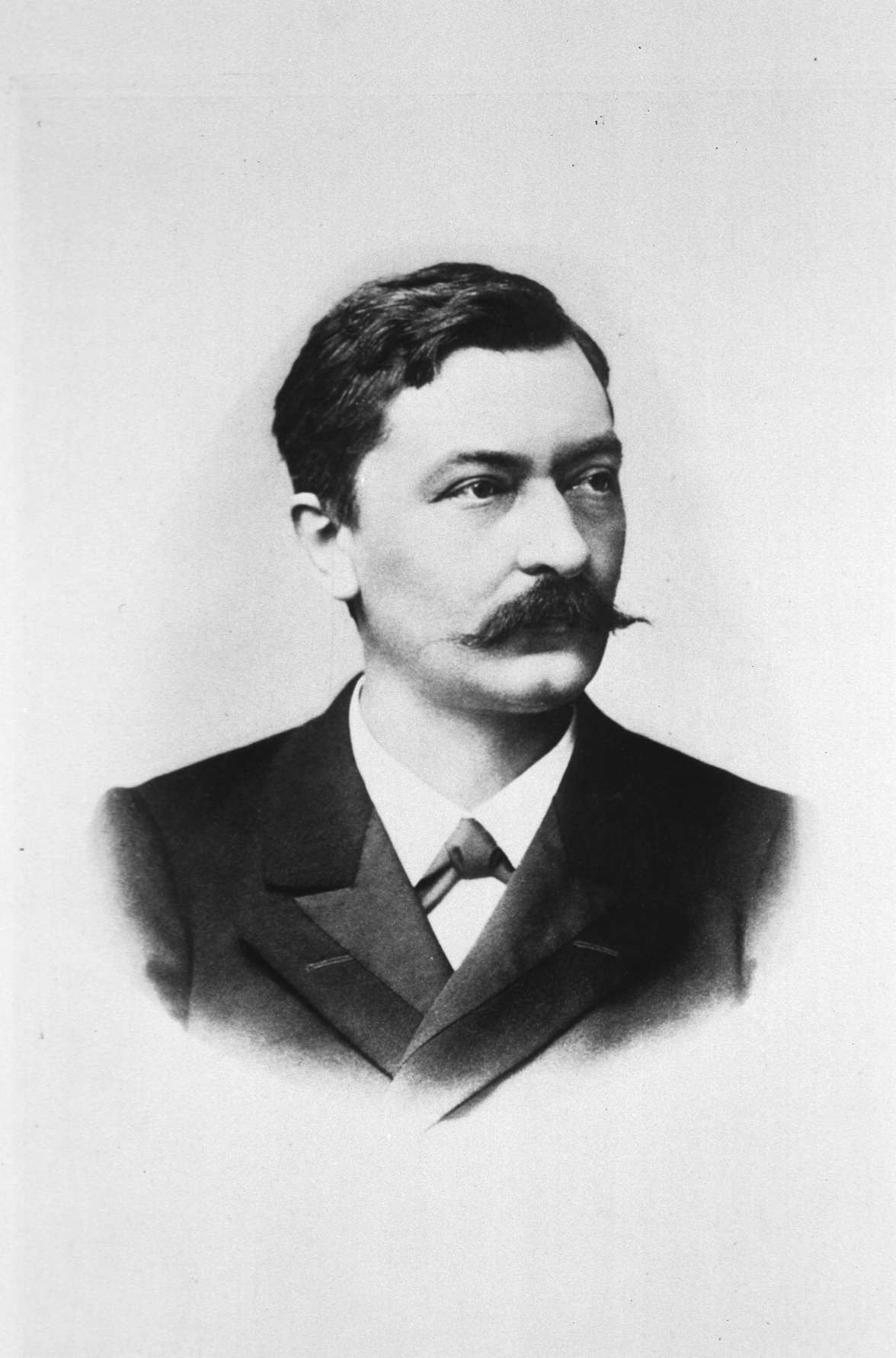
Der Internist Edmund von Neusser war 1889 bis 1893 Primararzt in der Rudolfstiftung

Die Klinik Landstraße wurde 1858 von Kaiser Franz Joseph I. anlässlich der Geburt seines ersten Sohnes und designierten Thronfolgers Kronprinz Rudolf gestiftet. Er widmete dafür ein 37.120 m² großes Grundstück des hofeigenen Kaisergartens. Das Krankenhaus wurde nach achtjähriger Bauzeit fertiggestellt und im Jahr 1865 offiziell als „Krankenanstalt Rudolfstiftung“ eröffnet. Damals umfasste es sieben Abteilungen und hatte 860 Betten zur Verfügung.
Um den Anforderungen des 20. Jahrhunderts gerecht zu werden, wurde die Rudolfstiftung in den 1970er Jahren neu gebaut. Die Orgel aus der Kapelle wurde dabei an die Kirche in Roseldorf abgegeben, wo sie bis heute im Einsatz ist. Im Jahr 1975 wurde das siebzehnstöckige Gebäude neuerlich eröffnet. Es umfasst seither rund 800 Betten und verfügt über einen Hubschrauberlandeplatz auf dem Dach des neu errichteten Südzubaus.
Im Dezember 1998 wurde das Mautner Markhof’sche Kinderspital geschlossen und die Aufgaben an die Rudolfstiftung übertragen. Im September 2002 wurde der Rudolfstiftung die Semmelweis-Frauenklinik eingegliedert, die seither als Department der Geburtshilflichen und Gynäkologischen Abteilung geführt wird. Ende der 2000er-Jahre wurde auf der Südseite des Bettenhochhauses ein Zubau genau über dem alten Hubschrauberlandeplatz errichtet, in welchem vorwiegend betrieblich genutzte Räume sowie Aufzugsanlagen untergebracht sind. Der Hubschrauberlandeplatz wurde auf dem Dach des Zubaus neu errichtet.
Im Rahmen der Umstrukturierung des Wiener Krankenanstaltenverbunds in den Wiener Gesundheitsverbund wurde die Krankenanstalt gemäß der neuen Nomenklatur „Klinik+Bezirk“ nach seinem Bezirk benannt und heißt seitdem offiziell Klinik Landstraße.

## Abteilungen
- 1. Medizinische Abteilung mit Diabetologie, Endokrinologie und Nephrologie
- 2. Medizinische Abteilung mit Kardiologie und internistischer Intensivmedizin
- 4. Medizinische Abteilung mit Gastroenterologie, Hepatologie, Zentralendoskopie und Onkologie
- Abteilung für Anästhesie und operative Intensivmedizin
- Abteilung für Dermatologie und Venerologie
- Abteilung für Kinder- und Jugendheilkunde mit Department für Neonatologie
- Abteilung für Plastische und Wiederherstellungschirurgie
- Allgemeine Psychiatrische Abteilung
- Augenabteilung
- Chirurgische Abteilung
- Geburtshilfliche und Gynäkologische Abteilung
- Gynäkologisch-geburtshilfliche Abteilung am Standort Semmelweis Frauenklinik
- Hals-Nasen-Ohren-Abteilung
- Neurochirurgische Abteilung
- Neurologische Abteilung

Die Urologische Abteilung wurde ab 2021 aus der Klinik Landstraße ausgegliedert. Für diese umstrittene Ausgliederung der Abteilung sind nun die Kliniken Favoriten, Ottakring und Donaustadt zuständig. Rund 90 Mitarbeiter aus der Klinik Landstraße wurden bereits den anderen Standorten zugeteilt.

## Institute
- Institut für Nuklearmedizin
- Institut für Pathologie und Mikrobiologie
- Institut für Physikalische Medizin und Rehabilitation
- Zentrales Radiologie-Institut – Diagnostische und Interventionelle Radiologie
- Zentrallaboratorium und Blutbank

## Ambulanzen
Um eine räumliche Trennung zwischen den jährlich rund 34.000 stationär aufgenommenen Patienten und den etwa 300.000 Besuchern der Ambulanzen zu erreichen, wurden die meisten Ambulanzen in einem Teil der ehemaligen k.k. Franz-Joseph-Militärakademie in der Boerhaavegasse angesiedelt.

## Interdisziplinäre und sonstige Einrichtungen
- Brustgesundheitszentrum
- Klinisch-psychologischer Dienst
- Zentrum für sexuelle Gesundheit (Thomas-Klestil-Platz 8/2)